# Triptilion
Triptilion Ruiz & Pav., 1794 è un genere di piante angiosperme dicotiledoni della famiglia delle Asteraceae.

## Descrizione

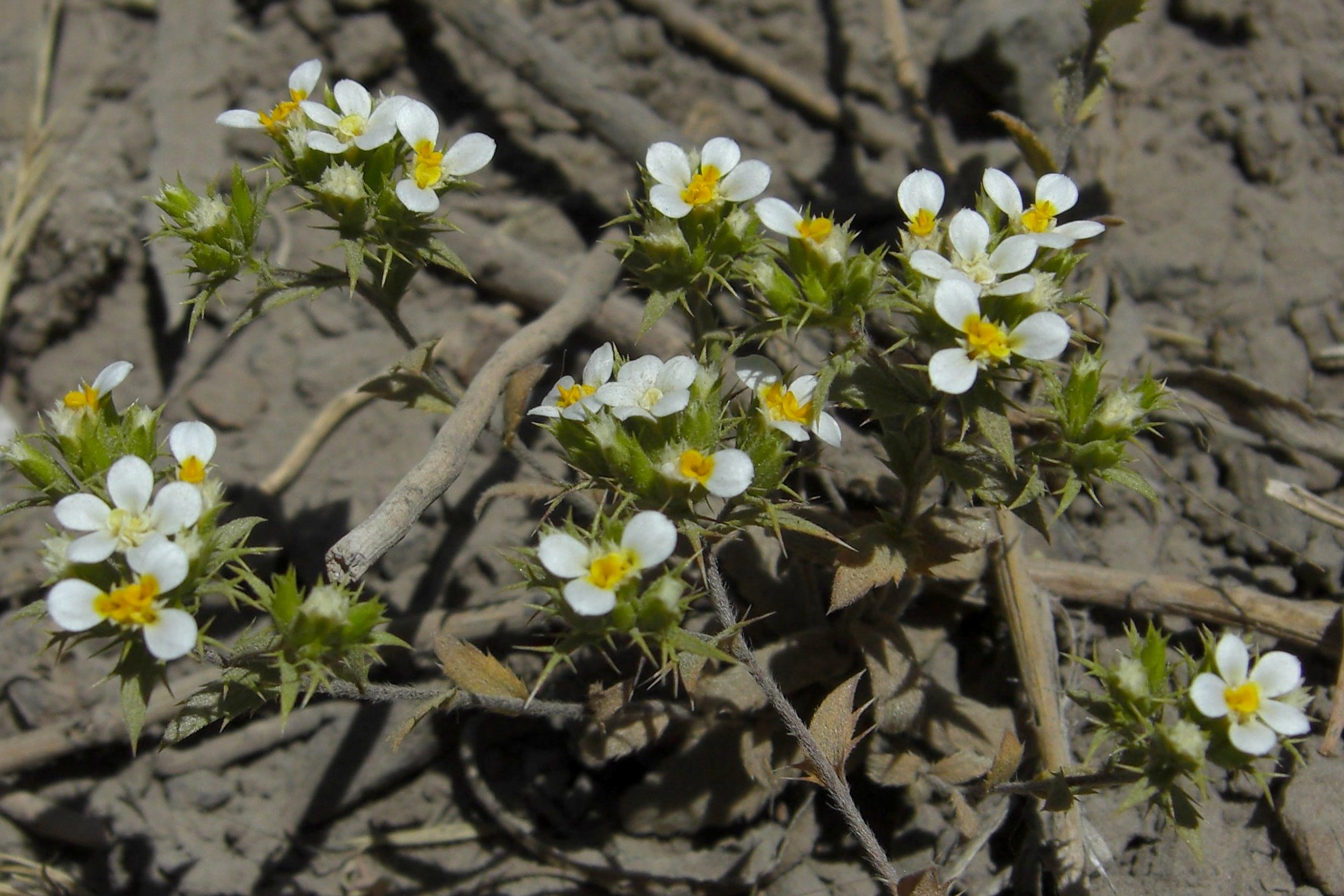
Il portamento
Triptilion capillatum

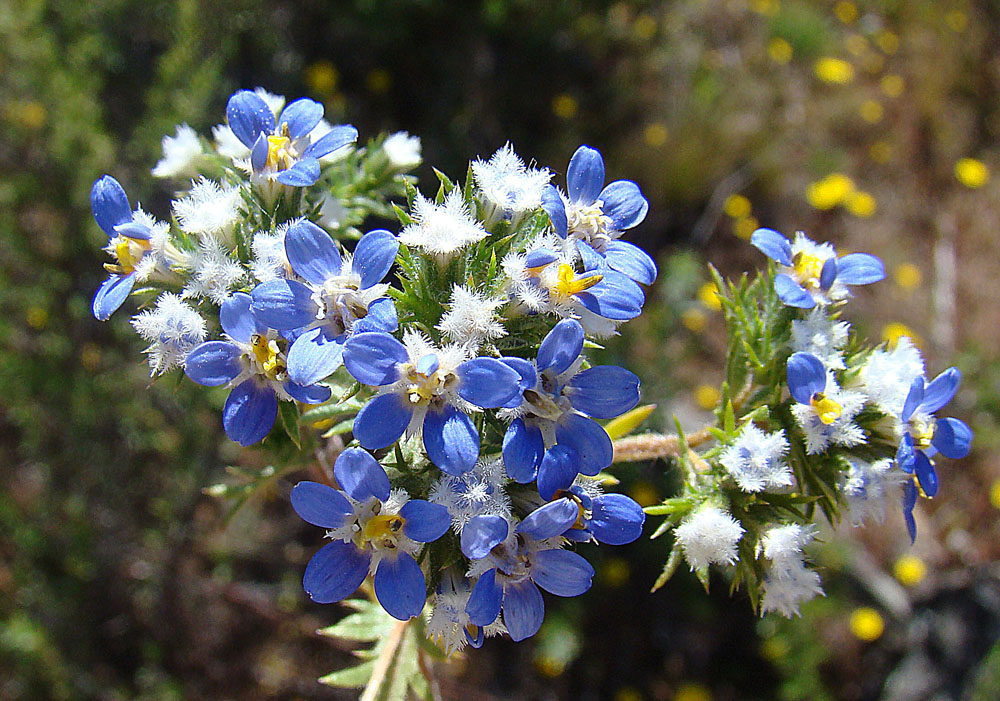
Infiorescenza
Triptilion spinosum

Le specie di questo gruppo hanno un habitus erbaceo o subarbustivo sia annuale che perenne. Sono prive di lattice.
Le foglie lungo il caule sono disposte in modo alternato; nelle specie erbacee formano anche una rosetta basale. La lamina fogliare è intera o pennatosetta; i margini sono denticolati e spinosi.
Le infiorescenze sono composte da capolini raccolti in dense formazioni glomerulo-panicolate. I capolini, sessili o brevemente peduncolati, sono omogami discoidi e sono formati da un involucro a forma da cilindrica a ovoide composto da brattee (o squame) all'interno delle quali un ricettacolo fa da base ai fiori. Le brattee, simili a foglie ma con apici pungenti, disposte su due serie in modo embricato sono di vario tipo e consistenza. Il ricettacolo a forma convessa è lungamente cigliato o raramente è nudo (senza pagliette).
I fiori sono tetraciclici (a cinque verticilli: calice – corolla – androceo – gineceo) e in genere pentameri (ogni verticillo ha 5 elementi). I fiori (pochi per capolino) sono ermafroditi e fertili.
- Formula fiorale:

*/x K {\displaystyle \infty }, [C (5), A (5)], G 2 (infero), achenio
- Calice: i sepali del calice sono ridotti ad una coroncina di squame.
- Corolla: in genere le corolle sono bilabiate e glabre: il labbro esterno è tridentato, quello interno è bidentato fortemente ritorto. Le corolle sono colorate di bianco o blu.
- Androceo: l'androceo è formato da 5 stami con filamenti liberi e antere saldate in un manicotto circondante lo stilo.[9] Le antere in genere hanno una forma sagittata con appendici apicali acute. Le teche sono calcarate (provviste di speroni) e provviste di code. Il polline normalmente è tricolporato a forma sferica (può essere microechinato).
- Gineceo: il gineceo ha un ovario uniloculare infero formato da due carpelli.[9]. Lo stilo è unico e con due stigmi. Gli apici degli stigmi sono troncati e sono ricoperti da piccole papille o in qualche caso da peli penicillati. L'ovulo è unico e anatropo.

I frutti sono degli acheni con pappo. La forma degli acheni è cilindrica (raramente è compressa alla base); le pareti sono ricoperte da coste (raramente sono presenti dei rostri) e sono glabre (o eventualmente setolose). Il carpoforo (o carpopodium) è assente. Il pappo (caduco) è formato da poche (3 - 5) scaglie lacerato-piumose apicalmente, ed è direttamente inserito nel pericarpo o connato in un anello parenchimatico posto sulla parte apicale dell'achenio.

## Biologia
- Impollinazione: l'impollinazione avviene tramite insetti (impollinazione entomogama tramite farfalle diurne e notturne).
- Riproduzione: la fecondazione avviene fondamentalmente tramite l'impollinazione dei fiori (vedi sopra).
- Dispersione: i semi (gli acheni) cadendo a terra sono successivamente dispersi soprattutto da insetti tipo formiche (disseminazione mirmecoria). In questo tipo di piante avviene anche un altro tipo di dispersione: zoocoria. Infatti gli uncini delle brattee dell'involucro si agganciano ai peli degli animali di passaggio disperdendo così anche su lunghe distanze i semi della pianta.

## Distribuzione e habitat
Le specie di questo gruppo sono distribuite nel Sudamerica (Argentina e Cile).

## Tassonomia
La famiglia di appartenenza di questa voce (Asteraceae o Compositae, nomen conservandum) probabilmente originaria del Sud America, è la più numerosa del mondo vegetale, comprende oltre 23.000 specie distribuite su 1.535 generi, oppure 22.750 specie e 1.530 generi secondo altre fonti (una delle checklist più aggiornata elenca fino a 1.679 generi). La famiglia attualmente (2021) è divisa in 16 sottofamiglie.

### Filogenesi
La sottofamiglia Mutisioideae, nell'ambito delle Asteraceae occupa una posizione "basale" (si è evoluta precocemente rispetto al resto della famiglia) ed è molto vicina alla sottofamiglia Stifftioideae. La tribù Nassauvieae con la tribù Mutisieae formano due "gruppi fratelli" ed entrambe rappresentano il "core" della sottofamiglia.
Il genere Triptilion descritto da questa voce appartiene alla tribù Nassauvieae. In alcuni studi più recenti (2018) il genere di questa voce risulta appartenere ad un clade (interno alla tribù) formato dai generi Acourtia, Holocheilus, Nassauvia, Perezia e Triptilion. In questo clade Triptilion occupa una posizione relativa al "core" del gruppo (si è evoluto per ultimo) e con il genere Nassauvia forma un "gruppo fratello". Tuttavia dalle analisi di tipo filogenetico sul DNA risulta che il genere Triptilion è parafiletico in quanto la specie Nassauvia lagascae è nidificata all'interno delle specie del genere di questa voce. Il genere è diviso in tre cladi: clade I con la specie T. achilleae insieme a Nassauvia lagascae; clade II con le specie T. cordifolium e T. gibbosum; e infine il terzo clade con le specie T. benaventii, T. berteroi, T. capillatum e T. spinosum.
I caratteri distintivi per le specie di questo genere sono:
- il portamento delle specie è erbaceo annuale o perenne;
- ogni capolino ha più o meno 5 fiori;
- la corolla è bilabiata;
- i rami dello stilo sono incoronati da papille;
- il pappo è composto da scaglie setolose, piumate apicalmente.

l cladogramma seguente, tratto dallo studio citato e semplificato, mostra una possibile configurazione filogenetica del gruppo.
|  | Nassauvia lagascae |
|  |                    |
|  | T. achilleae       |
|  |                    |

|  | T. cordifolium |
|  |                |
|  | T. gibbosum    |
|  |                |

|  | T. berteroi                                                   |
|  |                                                               |
|  | \| \| T. benaventii \| \| \| \| \| \| T. spinosum \| \| \| \| |
|  |                                                               |
|  | T. benaventii                                                 |
|  |                                                               |
|  | T. spinosum                                                   |
|  |                                                               |

|  | T. benaventii |
|  |               |
|  | T. spinosum   |
|  |               |

|  | T. berteroi                                                   |
|  |                                                               |
|  | \| \| T. benaventii \| \| \| \| \| \| T. spinosum \| \| \| \| |
|  |                                                               |
|  | T. benaventii                                                 |
|  |                                                               |
|  | T. spinosum                                                   |
|  |                                                               |

|  | T. benaventii |
|  |               |
|  | T. spinosum   |
|  |               |

|  | T. cordifolium |
|  |                |
|  | T. gibbosum    |
|  |                |

|  | T. berteroi                                                   |
|  |                                                               |
|  | \| \| T. benaventii \| \| \| \| \| \| T. spinosum \| \| \| \| |
|  |                                                               |
|  | T. benaventii                                                 |
|  |                                                               |
|  | T. spinosum                                                   |
|  |                                                               |

|  | T. benaventii |
|  |               |
|  | T. spinosum   |
|  |               |

|  | T. berteroi                                                   |
|  |                                                               |
|  | \| \| T. benaventii \| \| \| \| \| \| T. spinosum \| \| \| \| |
|  |                                                               |
|  | T. benaventii                                                 |
|  |                                                               |
|  | T. spinosum                                                   |
|  |                                                               |

|  | T. benaventii |
|  |               |
|  | T. spinosum   |
|  |               |

|  | Nassauvia lagascae |
|  |                    |
|  | T. achilleae       |
|  |                    |

|  | T. cordifolium |
|  |                |
|  | T. gibbosum    |
|  |                |

|  | T. berteroi                                                   |
|  |                                                               |
|  | \| \| T. benaventii \| \| \| \| \| \| T. spinosum \| \| \| \| |
|  |                                                               |
|  | T. benaventii                                                 |
|  |                                                               |
|  | T. spinosum                                                   |
|  |                                                               |

|  | T. benaventii |
|  |               |
|  | T. spinosum   |
|  |               |

|  | T. berteroi                                                   |
|  |                                                               |
|  | \| \| T. benaventii \| \| \| \| \| \| T. spinosum \| \| \| \| |
|  |                                                               |
|  | T. benaventii                                                 |
|  |                                                               |
|  | T. spinosum                                                   |
|  |                                                               |

|  | T. benaventii |
|  |               |
|  | T. spinosum   |
|  |               |

|  | T. cordifolium |
|  |                |
|  | T. gibbosum    |
|  |                |

|  | T. berteroi                                                   |
|  |                                                               |
|  | \| \| T. benaventii \| \| \| \| \| \| T. spinosum \| \| \| \| |
|  |                                                               |
|  | T. benaventii                                                 |
|  |                                                               |
|  | T. spinosum                                                   |
|  |                                                               |

|  | T. benaventii |
|  |               |
|  | T. spinosum   |
|  |               |

|  | T. berteroi                                                   |
|  |                                                               |
|  | \| \| T. benaventii \| \| \| \| \| \| T. spinosum \| \| \| \| |
|  |                                                               |
|  | T. benaventii                                                 |
|  |                                                               |
|  | T. spinosum                                                   |
|  |                                                               |

|  | T. benaventii |
|  |               |
|  | T. spinosum   |
|  |               |

Il numero cromosomico delle specie di questo genere è: 2n = 20.

### Elenco specie
Questo genere comprende le seguenti 7 specie:
- Triptilion achilleae DC.
- Triptilion benaventii  J.Rémy
- Triptilion berteroi  Phil.
- Triptilion capillatum  Hook. & Arn.
- Triptilion cordifolium  Lag.
- Triptilion gibbosum  J.Rémy
- Triptilion spinosum  Ruiz & Pav.